# Foreste miste e di latifoglie della Siberia occidentale
Le foreste miste e di latifoglie della Siberia occidentale, note anche come foreste semiboreali della Siberia occidentale, sono un'ecoregione (codice ecoregione: PA0441) della Russia. L'ecoregione consiste in una stretta fascia di foreste miste che si estende tra il margine più meridionale della taiga della Siberia occidentale a nord e la fascia di steppa boscosa a sud. Grazie alla sua posizione tra molte ecoregioni differenti, la biodiversità della zona è la più elevata di tutta la Siberia. L'area costituisce un lungo corridoio per gli animali che migrano secondo l'asse est-ovest. Si trova nell'ecozona paleartica e ha un clima continentale umido. Copre una superficie di 223400 km².

## Geografia
L'ecoregione è una striscia di territorio che si allunga per 2000 chilometri da Čeljabinsk a ovest a Krasnojarsk a est; tuttavia è larga da nord a sud appena 150 chilometri. I fiumi Ob' e Irtyš e i loro affluenti attraversano la regione da sud a nord. Il territorio, ovunque pianeggiante, è interrotto verso sud-est da montagne poco elevate.

## Clima
La regione presenta un clima continentale umido con estati fresche, un tipo di clima caratterizzato da estati miti (nessun mese con temperature medie superiori a 22 °C), inverni freddi e precipitazioni inferiori al sottotipo di clima continentale umido con estati calde. Le temperature medie oscillano tra i -24 °C di gennaio e i 25 °C di agosto. Le precipitazioni annue medie sono di 390 mm.
| Carta climatica a 56°15' N e 76°45' E | Mesi | Mesi | Mesi | Mesi | Mesi | Mesi | Mesi | Mesi | Mesi | Mesi | Mesi | Mesi | Stagioni | Stagioni | Stagioni | Stagioni | Anno |
| Carta climatica a 56°15' N e 76°45' E | Gen  | Feb  | Mar  | Apr  | Mag  | Giu  | Lug  | Ago  | Set  | Ott  | Nov  | Dic  | Inv      | Pri      | Est      | Aut      | Anno |
| ------------------------------------- | ---- | ---- | ---- | ---- | ---- | ---- | ---- | ---- | ---- | ---- | ---- | ---- | -------- | -------- | -------- | -------- | ---- |
| T. max. media (°C)                    | −15  | −13  | −5   | 6    | 17   | 23   | 25   | 22   | 16   | 6    | −5   | −12  | −13,3    | 6        | 23,3     | 5,7      | 5,4  |
| T. min. media (°C)                    | −24  | −23  | −16  | −3   | 4    | 11   | 13   | 11   | 5    | −2   | −13  | −21  | −22,7    | −5       | 11,7     | −3,3     | −4,8 |
| Precipitazioni (mm)                   | 20   | 13   | 13   | 20   | 30   | 51   | 69   | 61   | 36   | 33   | 28   | 23   | 56       | 63       | 181      | 97       | 397  |

## Flora e fauna
Nelle foreste della regione predominano alberi di abete siberiano (Abies sibirica), abete rosso siberiano (Picea obovata), pino siberiano (Pinus sibirica), pino silvestre (Pinus sylvestris) e tiglio selvatico (Tilia cordata). Recentemente, le zone erbose sono state rivestite per lo più da betulle bianche (Betula pendula) e pioppi tremuli (Populus tremula). Circa il 20% della regione è paludoso e la maggior parte degli specchi d'acqua è eutrofico. Nelle zone umide prevale la betulla pelosa (Betula pubescens).
L'ecoregione è molto ricca di fauna: vi si trovano 44 specie di mammiferi, 231 di uccelli e 8 di anfibi e rettili. Tra quelle frequenti ovunque ricordiamo il toporagno comune (Sorex araneus), con il muso appuntito e il pelo vellutato; la lepre variabile (Lepus timidus), il cui mantello d'inverno diventa bianco come la neve; e l'astore (Accipiter gentilis), uno dei principali predatori della foresta. Specie di particolare interesse ai fini della conservazione sono il coregone artico (Coregonus pidschian), la gru siberiana (Leucogeranus leucogeranus) e l'allocco (Strix aluco).

## Aree protette
Non si trovano aree protette di grande estensione in questa ecoregione, che d'altra parte è anche stata pesantemente intaccata dalle attività umane.